# Stacketorp
Stacketorp är ett säteri i Norra Vånga socken, Vara kommun.
Stacketorps ålder är okänd. Första gången det omtals i skriftliga handlingar är 1540, då det talas om Stacka-torpa kyrkia som redan då sägs vara avlagd och dess ränta lagd till Vånga kyrka. Inom området finns även Stacketorps kyrkoruin, utgrävd på initiativ av hembygdsföreningen men utan daterande fynd. Socknens utbredning är oklar.
I samma dokument från 1540 nämns även Stompnen y Stackatorp, ett kyrkohemman underlagt Vånga kyrka. Av allt att döma är detta den gamla prästgården i Stackatorp. 1607 bytte Christoffer Jöransson (Lilliehöök) på Höberg till sig Stackatorp av kronan. Hans son Jöran Lilliehöök lät göra Stacketorp till sitt säteri. Efter dennes död 1676 gick gården i arv till Jöran Lilliehööks systerdotter, gift med överstelöjtnant Bengt Larsson Hierta (1619-1708) och efter denne till hans son, generalmajor Lars Persson Hierta (1648-1711). Det har senare innehafts av ätterna Wohlberg, von Köhler, Strömhielm. Arvid Gabriel Strömhielm, lämnade efter sin död som den siste av sin ätt gården i testamente till sin hushållerska Margareta Eding, med vilken han hade två utomäktenskapliga barn Anna Margareta Ström och Arvid Militz Ström. Den kom senare under 1800-talet att genomgå ett flertal ägoskiften. 
Den gamla mangårdsbyggnaden med anor från 1700-talet brann ned 1953, och är nu ersatt en ny byggnad.